# Турсос (комуна)
Комуна Турсос (швед. Torsås kommun) — адміністративно-територіальна одиниця місцевого самоврядування, що розташована в лені Кальмар на східному узбережжі південної Швеції.
Турсос 161-а за величиною території комуна Швеції. Адміністративний центр комуни — місто Турсос.

## Населення
Населення становить 6 877 чоловік (станом на вересень 2012 року). 
| Кількість населення комуни Турсос за 1970-2010 роки | Кількість населення комуни Турсос за 1970-2010 роки | Кількість населення комуни Турсос за 1970-2010 роки | Кількість населення комуни Турсос за 1970-2010 роки | Кількість населення комуни Турсос за 1970-2010 роки |
| --------------------------------------------------- | --------------------------------------------------- | --------------------------------------------------- | --------------------------------------------------- | --------------------------------------------------- |
| Рік                                                 |                                                     |                                                     | Населення                                           |                                                     |
| 1970                                                | 1970                                                |                                                     | 7 574                                               | 7 574                                               |
| 1975                                                | 1975                                                |                                                     | 7 670                                               | 7 670                                               |
| 1980                                                | 1980                                                |                                                     | 7 923                                               | 7 923                                               |
| 1985                                                | 1985                                                |                                                     | 7 870                                               | 7 870                                               |
| 1990                                                | 1990                                                |                                                     | 7 873                                               | 7 873                                               |
| 1995                                                | 1995                                                |                                                     | 7 852                                               | 7 852                                               |
| 2000                                                | 2000                                                |                                                     | 7 468                                               | 7 468                                               |
| 2005                                                | 2005                                                |                                                     | 7 240                                               | 7 240                                               |
| 2010                                                | 2010                                                |                                                     | 6 962                                               | 6 962                                               |
| Джерело: SCB                                        |                                                     |                                                     |                                                     |                                                     |

## Населені пункти
Комуні підпорядковано 3 міські поселення (tätort) та 2 сільські (småort), більші з яких:
- Турсос (Torsås)
- Бергквара (Bergkvara)
- Седерокра (Söderåkra)

## Галерея

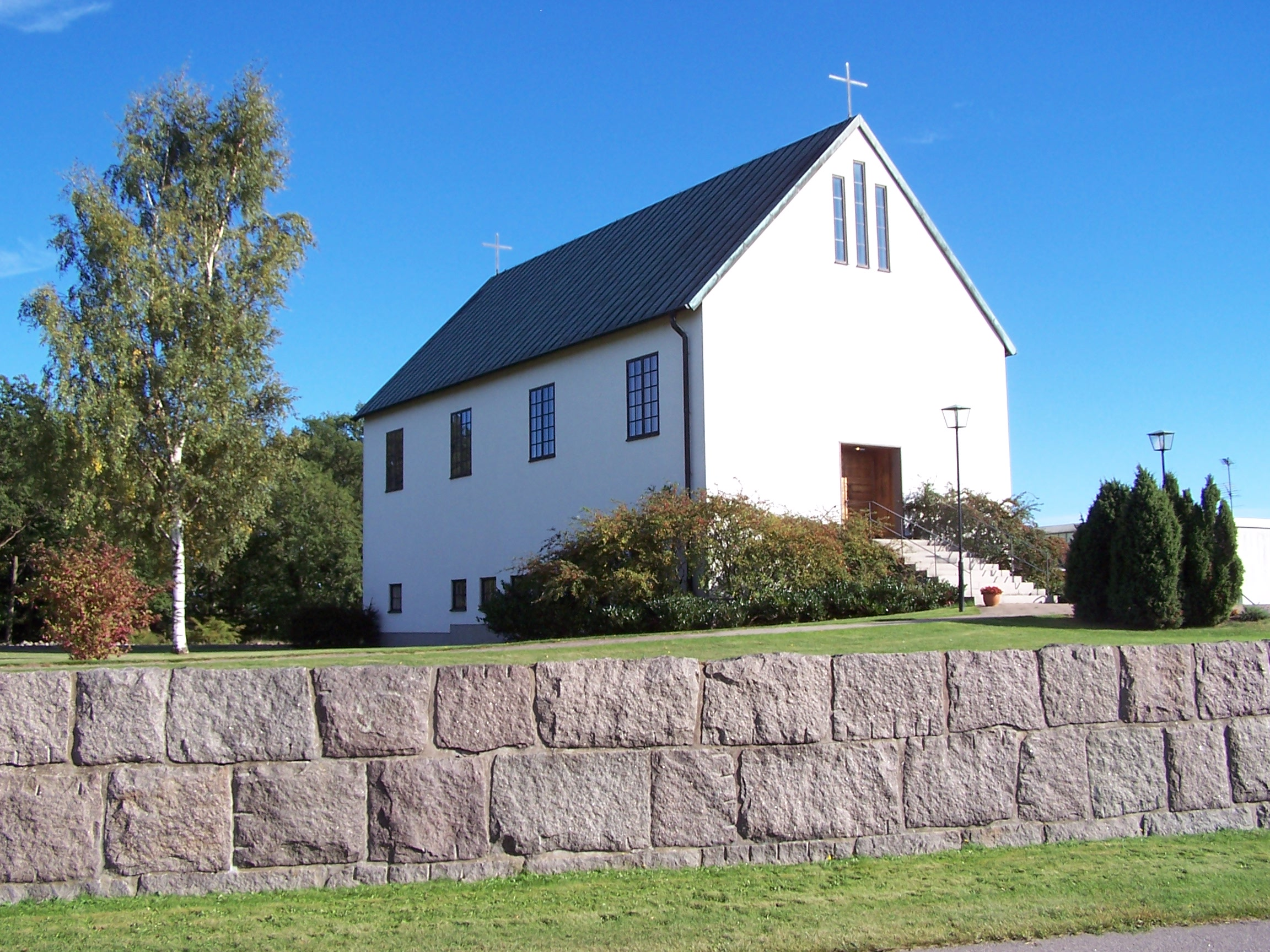
Каплиця (Бергквара)
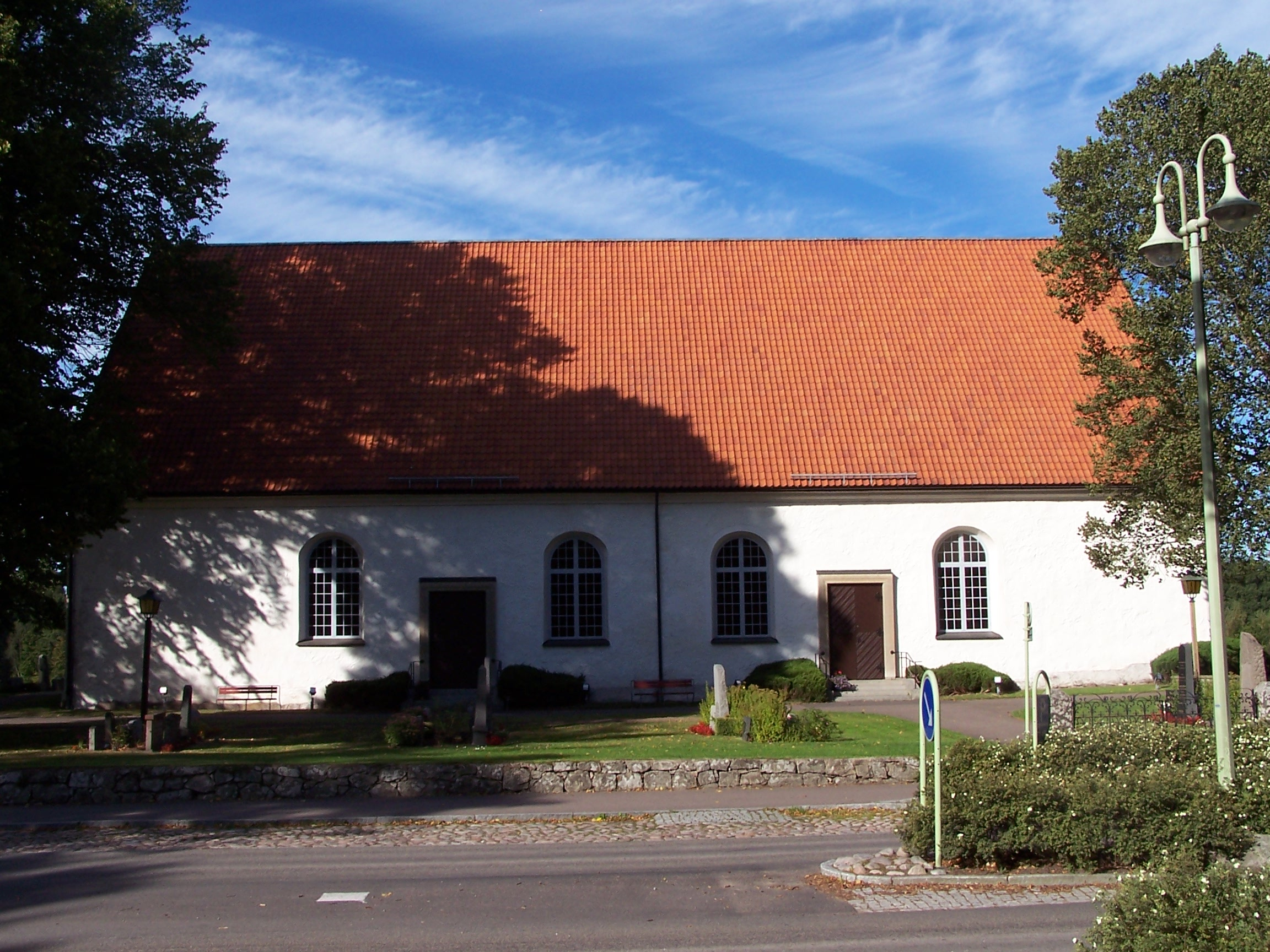
Церква (Турсос)
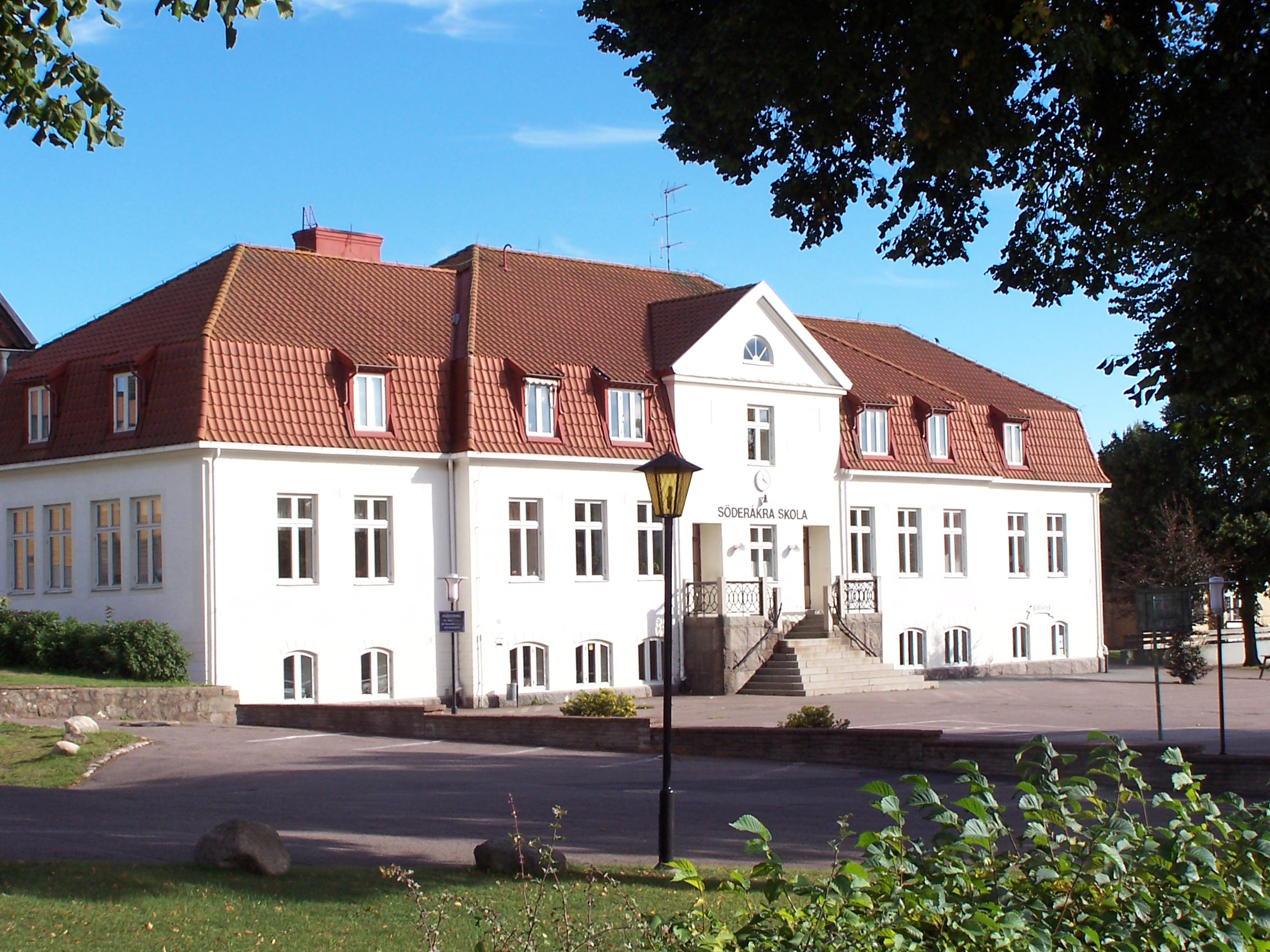
Школа в Седерокрі

## Виноски
1. ↑  Andersson P. Sveriges kommunindelning 1863-1993 — Mjölby: Draking, 1993. — 132 с. — ISBN 978-91-87784-05-7
2. ↑  Folkmangd i riket, lan och kommuner (шв.) . Центральне бюро статистики Швеції. Архів оригіналу за 20 серпня 2013. Процитовано 27 січня 2013.